# 고무카사나

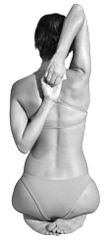

고무카사나 또는 소얼굴자세 또는 소얼굴체위는 요가의 아사나의 하나이다.
다리는 서로 겹치게 접는다.
팔은 견각골을 펴주면서 한팔은 위로 올려 앞쪽으로 돌려서 뒤로 넘긴다.
다른 팔은 등뒤 아래쪽에서 위로 접어올려 손을 잡는다.